# Claisen-kondenzáció
A Claisen-kondenzáció szén–szén kötés kialakítására alkalmas szerves kémiai reakció, melynek során két észter vagy egy észter és egy másik karbonilvegyület erős bázis hatására β-keto észterré vagy β-diketonná alakul. A reakciót felfedezője, Rainer Ludwig Claisen után nevezték el, aki erről szóló munkáját 1887-ben publikálta.

## A reakció feltételei
A reagensek közül legalább az egyiknek enolizálhatónak (azaz α-szénatomján protont tartalmazónak) kell lennie, és deprotonálódással enolát aniont kell tudjon képezni. Az enolizálható és nem enolizálható karbonilvegyületeknek számos kombinációja van, így több különböző típusú Claisen-kondenzáció létezik.
A reakcióhoz használt bázis nem léphet nukleofil szubsztitúciós vagy addíciós reakcióba a karbonil szénatommal. Emiatt gyakran a keletkező alkohol nátriumsóját (ha például etanol keletkezik, akkor nátrium-etanolátot) használják bázisként, mivel az alkoxid újratermelődik. A vegyes Claisen-kondenzációs reakciókban nem nukleofil bázist, például lítium-diizopropilamidot (LDA) alkalmaznak, mivel ilyenkor csak az egyik vegyület tud enolt képezni. A klasszikus Claisen- vagy Dickmann-kondenzációhoz – az elektrofil észter enolizációja miatt – ritkán használnak LDA-t.
Az észter alkoxicsoportjának viszonylag jó távozó csoportnak kell lennie. Többnyire metil- vagy etil-észtereket használnak, ezekből rendre metoxid, illetve etoxid keletkezik.

## Típusai
- A klasszikus Claisen-kondenzáció enolizációra képes észter két molekulája között végbemenő önkondenzáció:

- A vegyes (más néven keresztezett) Claisen-kondenzáció során egy enolizációra képes észtert vagy ketont, illetve egy nem enolizálható észtert reagáltatnak egymással.

- A Dieckmann-kondenzációs reakcióban ugyanazon molekula két észterfunkciója intramolekuláris reakcióban gyűrűs β-keto észtert képez. A keletkező gyűrű nem lehet feszült, többnyire az 5- vagy 6-tagú gyűrűk stabilak.

## Mechanizmus
Az első lépésben az α-protont az erős bázis lehasítja, így enolát anion keletkezik, melyet az elektronok delokalizációja stabilizál. A következő lépésben az enolát anion nukleofil támadást intéz a (másik) észter karbonil szénatomján. Ezután kilép az alkoxicsoport (így (újra)termelődik az alkoxid), és az alkoxid eltávolítja az új, kétszeresen α-protont, erősen rezonancia stabilizált enolát aniont képezve. Az utolsó lépésben vizes sav (például kénsav vagy foszforsav) hozzáadásával semlegesítik az enolátot és a maradék bázist. A keletkezett β-keto észtert vagy β-diketont ezután elválasztják. Vegyük észre, hogy a reakcióhoz sztöchiometrikus mennyiségű bázis szükséges, mivel a máskülönben endergonikus reakciót termodinamikailag a kétszeresen α-proton eltávolítása hajtja. Vagyis a Claisen-kondenzáció nem működik olyan szubtrátok esetén, melyeknek csak egy α-hidrogénjük van, mivel ilyenkor hiányzik az utolsó lépésben a β-keto észter deprotonálásával fellépő hajtóerő.
| A Claisen-kondenzáció animált reakciómechanizmusa |
| animáció                                          |

## Fordítás
Ez a szócikk részben vagy egészben  a   Claisen condensation című angol Wikipédia-szócikk ezen változatának fordításán alapul.  Az eredeti cikk szerkesztőit annak laptörténete sorolja fel. Ez a jelzés csupán a megfogalmazás eredetét és a szerzői jogokat jelzi, nem szolgál a cikkben szereplő információk forrásmegjelöléseként.